# Concert per a clarinet (Shaw)
El concert per a clarinet d'Artie Shaw és una de les peces més famoses de la banda de jazz de mitjans del segle XX Artie Shaw and his Orchestra. És una peça que requereix un alt domini del clarinet i de tècniques de jazz com el vibrato, el pitch bend (traduït literalment: curvatura del to), el glissando…
La peça és una mescla d'un bugui-bugui, blues, jazz i cadències virtuoses; que acaba amb un llegendari Do altissimo. Tot i que la composició no ressalta per ser complexa musicalment si que demostra que el seu compositor tenia un gran coneixement sobre el clarinet.
Aquest concert va ser interpretat nombrosos cops per ell mateix durant el període que va estar actiu, tot i que, gràcies al gran renom que va guanyar la peça, aquesta encara és tocada avui en dia per molts clarinetistes.

## Estructura de la peça
Tot i que el concert per a clarinet d'Artie Shaw compleix amb la definició de concert, no segueix la seva estructura habitual.
En els inicis del barroc, el concepte concert per a solista i orquestra no existia. En aquella època (mitjans i finals del segle XVII), hi havia el concerto grosso, format per un grup de solistes anomenats concertino i per un conjunt de músics anomenat tutti o ripieno que intercanviaven material musical amb el concertino. No va ser fins a l'època de Vivaldi que, ell mateix, va canviar el concepte de concert. Aquests van passar de ser un diàleg entre solista i orquestra en un balanç de forces entre el grup de solistes i el ripieno i van esdevenir una estructura compacta i orgànica amb un diàleg solista-orquestra i cadències per ressaltar el virtuosisme del solista.
Aquest concepte de concert va perdurar tot el classicisme, romanticisme i part del segle xx. A més a més, aquests concerts acostumaven a tenir tres moviments estructurats de la següent manera: ràpid, lent, ràpid.
El concert per a clarinet d'Artie Shaw és un concert per a instrument solista i orquestra, conté cadències però és d'un sol moviment, per tant, no segueix el model del concert clàssic.
Perquè la peça pogués ser d'un sol moviment, cosa que feia que el concert fos més curt, però encara conservés l'essència d'un concert de tres moviments que transmet diferents caràcters; Artie Shaw va estructurar el concert en dos grans blocs: en cadències i en bugui buguis.
La peça comença amb una introducció. Aquesta és posada en marxa per l'orquestra, que fa una curta frase. Després, el clarinet, acompanyat per l'orquestra amb acords suaus, fa un seguit d'arpegis i petites frases en un tempo lent i pausat, tot aplicant tècniques de jazz com el pitch bend i el vibrato.
Després d'aquesta introducció el concert segueix amb un bugui bugui, on apareix la figura principal del concert. Just abans de la primera cadència, apareix un solo de trompeta.
Seguit d'aquest bugui bugui i solo de trompeta ve la primera cadència. Aquesta cadència està estructurada de la següent manera. L'orquestra toca un acord i el clarinet, completament sol, fa un petit fraseig en resposta. Aquest patró es repeteix 4 cops.
Després de la primera cadència ve un altre bugui bugui, aquest cop amb un tempo una mica més lent. La primera meitat del bugui bugui és un acompanyament de bateria i el clarinet solista fent variacions del tema principal i introduint temes nous sobre aquest acompanyament. Després d'aquesta mena de diàleg entre bateria i clarinet, ve una petita conversa entre els trombons i els saxofons tenors. Seguit d'aquest intercanvi entre els aquests dos instruments de metall apareix de nou el clarinet fent 5 cops el mateix motiu musical i un glissando d'una octava sencera que condueix el concert cap a la cadència final.
Artie Shaw decideix fer una cadència per acabar el concert, fet que té lògica, ja que les cadències estan dissenyades per concloure una peça musical. Aquesta, comença com la primera cadència, amb uns acords i el clarinet fent un frase en resposta d'aquests; però acaba amb una variant d'una escala cromàtica feta per octaves. Aquesta variant comença en un Sol del registre alt del clarinet i acaba en un Do del registre altissimo del clarinet. Un final considerat èpic o llegendari per molts intèrprets d'aquest concert.

## Instrumentalització del concert
La banda per la qual va ser composta la peça era la primera banda d'Artie Shaw, anomenada Artie Shaw and his orchestra. Aquesta banda de jazz estava formada per 3 trompetes, 3 trombons, 1 clarinet (el mateix Artie Shaw), 2 saxofons altos, 2 saxofons tenors, 6 violins, 2 violes, 1 violoncel i 1 piano; en total 21 músics.
Però aquest concert ha sigut interpretat tants cops que s'han fet molts arranjaments amb instrumentalitzacions força diferents. S'han fet algunes per orquestra simfònica, altres per piano i clarinet, altres per banda popular… El mateix Artie Shaw va anar canviant els membres i instruments de la seva banda, per tant ell mateix havia de reinstrumentalitzar el concert per adaptar-lo als nous músics.
Cal deixar clar que la banda que interpreta aquest concert per primer cop en el 1936, és la primera banda de Shaw, una que va ser un fracàs. I és que tot i que el concert per a clarinet i orquestra d'Artie Shaw és una de les seves obres més famoses, en el moment de la seva estrena, el públic del jazz no li va prestar en prou feines atenció. No va ser fins al 1938, quan Artie Shaw va fer canvis de músics  a la seva banda, que ell es va fer famós, gràcies a la versió de la famosa cançó Begin the Beguin de Cole Porter.
A partir d'aquell any va anar guanyant fama i popularitat, reputació que va permetre que es recuperin temes més antics però molt treballats, com és el cas del concert per a clarinet i orquestra d'Artie Shaw.

### Components de la primera orquestra de Shaw
- Trompetes: Billy Butterfield, Jack Cathcart, George Wendt
- Trombons: Jack Jenney, Vernon Brown, Ray Conniff
- Clarinet: Artie Shaw
- Saxofons altos: Bus Bassey, Neely Plumb
- Saxofons tenors: Les Robinson, Jerry Jerome
- Violins: E. Lamas, T. Boardman, T. Klages, Bob Morrow, B. Bower, Alfred Beller
- Violes: A. Harshman, K. Collins
- Violoncel: F. Goerner
- Piano: Johnny Guarnieri

## Anàlisi harmònica
Un concert per a solista i orquestra, tal com s'ha produït al llarg del classicisme, romanticisme i part del segle xx, està ple de progressions harmòniques i de transicions; però aquest no és el cas de la peça de Shaw.
Com moltes altres composicions de jazz, la majoria del concert d'Artie Shaw segueix una de les progressions estàndard del blues de 12 compassos.
I7     I7     I7 I7
IV7 IV7 I7 I7
V7    V7  I7 I7

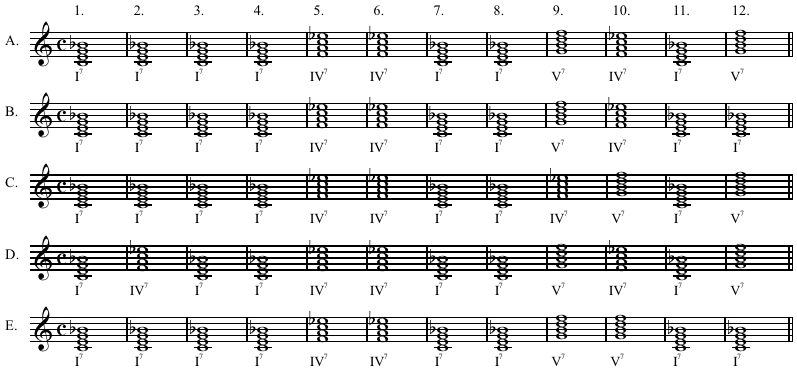
Variacions estàndard de les progressions de blues de dotze compassos, en Do. (Benward & Saker, 2003, pàg. 186)

Però Artie Shaw fa algunes variacions harmòniques per contrastar i destacar per sobre de moltes altres peces de l'estil Jazz Blues.
La peça comença amb quatre acords separats per una tercera menor descendent que resolen en el 5è grau de la tonalitat en que està la peça, Sib M. Llavors és quan entra el clarinet fent la breu introducció del concert. El clarinet va fent una melodia amb diferents arpegis mentre és acompanyat per acords que fa l'orquestra i alguns cromatismes en els moments en què el clarinet no toca.
Després de la introducció arriba el primer bugui-bugui, on apareix el tema principal i variacions d'aquest. Aquesta part del concert segueix l'estructura clàssica del blues mencionada abans. Just abans de la primera cadència apareix un solo de trompeta, acompanyat per uns acords i contra-melodies. Aquests acords tornen a ser una de les progressions estàndard del blues de 12 compassos, aquests cop però, no és la mateixa que la del bugui bugui.
I7     I7     I7 I7
IV7 IV7 I7 I7
V7    IV7 I7 I7
Artie Shaw, però, varia una mica aquesta progressió perquè pugui encaixar ve amb la melodia i contra melodies del solo.
Ara arribem a la 1a cadència. Si la tonalitat en el bugui-bugui era Sib major, la d'aquesta cadència és Sib menor. Els dues cadències del concert estan en una tonalitat menor perquè aquestes els ofereix una sensació de drama i intriga que manté l'oient atent i atret al concert. La cadència està estructurada de la següent manera. L'orquestra toca un acord i el clarinet, completament sol, fa un petit fraseig en resposta. Aquest patró es repeteix 4 cops.
Aquests quatre acords són: I, IV, V, I
Després de la cadència ve un altre bugui-bugui, aquest cop però, el clarinet només és acompanyat per una bateria. En aquest fragment de la peça Artie Shaw torna a fer el tema principal i fa diverses variacions d'aquest.
A continuació apareix un curt diàleg entre saxos i trombons, seguit d'un motiu que fa 4 cops el clarinet solista. Aquest fragment està acompanyat un altre cop per la mateixa progressió que acompanya el solo de trompeta:
I7     I7      I7 I7
IV7 IV7 I7 I7
V7    IV7 I7 I7
Després d'aquest motiu repetit 4 cops apareix un glissando d'una octava sencera que condueix la peça cap a la cadència final. Cal remarcar que fer un glissando en el registre sobreagut del clarinet és extremadament difícil i requereix un excel·lent control d'embocadura i dels dits.
Arribem ja a la cadència final. La primera meitat d'aquesta segueix la mateixa estructura de la primera cadència. L'orquestra toca un acord i el clarinet, completament sol, fa un petit fraseig en resposta. En aquest cas però, el patró només es repeteix 3 cops. I els acords que fa l'orquestra són:
Do menor, Lab major i Fa major amb sèptima.
Després d'aquest diàleg entre clarinet solista i orquestra, el clarinet fa una escala cromàtica per octaves. Aquesta comença en un Sol del registre alt del clarinet i acaba en un Do del registre altissimo.
Així acaba el concert per clarinet i orquestra d'Artie Shaw.

## Anàlisi de l'ús de recursos del clarinet
Per fer una composició per a instrument solista i orquestra s'ha de ser bon compositor però també s'ha de conèixer molt bé aquest instrument. El clarinet és un instrument de vent fusta amb un gran registre, des del Mi 2 fins a un Do 6. Però aquest no es comporta o no respon igual en cada una de les notes. Quan un clarinetista toca les notes més greus, el clarinet sonarà suau i no gaire potent. En canvi, si aquest mateix clarinetista toca les notes més agudes amb la mateixa potència d'aire que ho ha fet ab les greus, el clarinet sonarà molt més fort i estrident.
Artie Shaw, òbviament, coneixia aquesta característica del clarinet i l'aplicava constantment en les seves composicions. Quan el clarinet solista sona acompanyat per l'orquestra, perquè aquest no sigui tapat pel gran nombre d'instruments que l'acompanya, la melodia sempre està situada en el registre agut del clarinet. En canvi, durant les cadències, quan el clarinet sona gairabé completament sol, la melodia ja abraça tots els registres del clarinet, fins i tot el més greu.
Un altre aspecte que demostra que Shaw coneixia en profunditat el clarinet, són els moments en què decideix aplicar tècniques de jazz com el vibrato o el glissando. Artie Shaw només aplica aquestes tècniques en els moments en què creia que la melodia ho demanava o quan clarinet les podrà explotar més. Un exemple d'aquest aspecte seria l'ús dels pitch bend. El pitch bend és una tècnica que es pot aplicar en tots els registres del clarinet, però que no funciona igual de bé en tots d'ells. En el registre grau del clarinet un pot aconseguir baixar el to fins a una segona menor, mentre que en el registre sobre agut un pot aconseguir arribar a baixar-lo fins a una tercera menor. Aquesta característica del clarinet també la coneixia Shaw, i per aquest motiu la majoria de pitch bends que aparèixen al llarg del concert estàn situats al registre agut o sobreagut del clarinet.

## Tècniques i característiques del jazz
Aquest concert utilitza moltes tècniques de jazz. Tècniques com el pitch bend, el glissando i el vibrato.
Pitch Bend: És una tècnica molt utilitzada per instruments de vent durant el període del jazz. És una tècnica que consisteix en connectar dos notes diferents, sempre descendents, simplement relaxant embocadura i/o obrint més el coll, sense moure els dits com es faria normalment. Les notes poden estar separades com a màxim per una tercera menor.
Glissando: És una tècnica que consisteix en unir dues notes, sempre ascendents, passant per tots els sons entremig d'elles. Es pot fer de dues formes diferents.
La primera és desplaçar els dits poc a poc fora dels forats de la digitació mentre es manté molta pressió d'aire, el clarinet es torna molt inestable si els forats estan mig tapats. Aquesta tècnica permet comprendre intervals molt grans, gairebé o més d'una octava.
La segona manera de fer el glissando és amb el llavi. Es fa la digitació de la nota on ha d'acabar el glissando però relaxant l'embocadura i/o obrint el coll perquè la nota que soni sigui la nota d'inici. Llavors lentament o ràpidament, depèn de la velocitat en que s'hagi de fer el glissando, es va apretant més el llavi contra la canya i/o tancant més el coll per pujar el to fins a la nota final del glissando, la mateixa que estàs fent amb els dits. Aquesta segona forma de fer el glissando només permet abastar com a màxim una tercera menor.
Vibrato: Tècnica molt usada en tots els instruments que la poden fer. Consisteix en agafar qualsevol nota i oscil·lar la seva freqüència menys d'un semitò per dalt o per baix. En el cas del clarinet, el vibrato es fa relaxant i apretant embocadura de manera que el to pugui tornar-se més agut o greu.
Aquest concert també té característiques del jazz ja que és una composició d'aquest estil. Característiques com adornaments, tempo amb swing, inici de frases en temps sincopat…

## Versions de diferents artistes
Com que aquest concert té moltes cadències amb un temps relativament lliure, cada artista que interpreta aquesta peça la toca d'una forma diferent. Cada artista personalitza la seva interpretació reflectant-hi en ella el seu gust i caràcter musical. I aquesta és una de les riqueses d'aquest tipus de composicions, que no hi ha una sola manera d'interpretar-les.
Tot i així, Artie Shaw ens va deixar gravacions de la seva pròpia interpretació, que ens mostren com ell havia pensat que sonés.
Un altre factor que intervé en el resultat final del concert són els instruments que formen l'orquestra. Aquest concert ha tingut tants arranjaments diferents que cada interpretació del concert és instrumentalment diferent. El timbre de cada instrument influeix molt en el resultat final del concert. És molt diferent sentir el concert interpretat per una banda popular, que té molt vent metall, per tant un so més agressiu; que sentir-lo interpretat per una orquestra simfònica, amb molta més corda, per tant un so més dolç i rodó.

## Aparició a la pel·lículaSecond Chorus

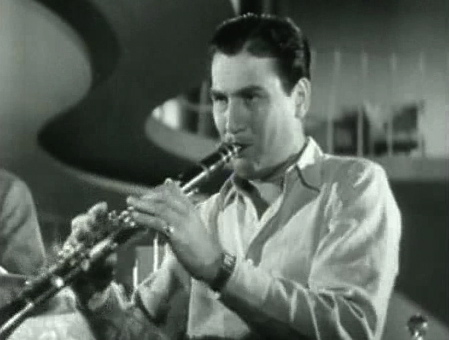
Artie Shaw interpretant el seu concert per a clarinet a la pel·lícula Second Chorus

Al 1940, es va estrenar una comèdia musical protagonitzada per Paulette Goddard i Fred Astaire anomenada Second Chorus. Un dels protagonistes secundaris va ser Artie Shaw juntament amb Burgess Meredith i Charles Butterworth. En una de les escenes, Artie Shaw i la seva orquestra van interpretar el concert per a clarinet. Però com que la versió original del concert pot durar uns 8 minuts, i una escena de tanta duració avorriria al públic, els productors musicals de Second Chorus van demanar a Shaw si podia escurçar la peça. Artie Shaw va accedir, i va aconseguir que durés 3 minuts i mig conservant els aspectes més importants del seu concert: la introducció, les clares diferències entre cadències i buguis buguis i la cadència final.

### Anàlisi de la versió que apareix a Second Chorus
Com que la versió del concert que apareix a Second Chorus és una versió escurçada de l'original, aquesta només conserva la introducció, un bugui bugui i la cadència final.
La introducció d'aquesta té la mateixa intenció musical que la de la versió original tot i que canvia lleugerament l'harmonia. El clarinet va fent una melodia amb diferents arpegis mentre és acompanyat per acords que fa l'orquestra i alguns cromatismes en els moments en què el clarinet no toca.
Després arribem al primer bugui bugui. Aquest comença igual que el de la versió original, però en el moment en què hauria d'entrar el clarinet solista, entra ja la trompeta fent el seu solo. Cal destacar que el solo que fa la trompeta es força diferent al que estava originalment escrit per Artie Shaw.
Sense cap cadència ni altre tipus d'enllaç, després del primer bugui bugui ja arriba el segon. També comença igual que l'original, un acompanyament de bateria i el clarinet solista fent variacions del tema principal i introduint temes nous sobre aquest acompanyament. Però aquest diàleg entre bateria i clarinet és escurçat, i de forma més ràpida que en la versió original, se situa ja al diàleg entre saxofons i trombons.
En aquesta versió però, el clarinet solista fa uns motius musicals sobre aquests diàleg i seguidament el glissando d'una octava que condueix la peça cap a la cadència final.
La cadència final també està escurçada. Enlloc d'haver-hi tres acords tocats per l'orquestra i tres respostes de part del clarinet per cada un d'aquests, només hi ha dos. A més a més tampoc apareix la variant de l'escala cromàtica. Simplement, després de la resposta del clarinet a l'últim acord tocat per l'orquestra, el clarinet solista fa el glissando del Sol 5 al Do de registre altissimo, glissando que ja apareix a la versió original.